# Clark Duke
Clark Duke, född 5 maj 1985 i Glenwood i Arkansas, är en amerikansk skådespelare. Han är känd för att ha roller i filmer som Sex Drive, Kick-Ass, Hot Tub Time Machine och Croodarna, samt för att spela rollen som Clark Green i The Office, Dale Kettlewell i Greek och Barry Foster i 2 1/2 män. Duke är också känd för sin roll som Ron Shack i TV-serien I'm Dying Up Here.
Förutom skådespeleri har han även regisserat och skrivit manus. År 2020 gjorde han sin långfilmsdebut som regissör med kriminalthrillern Arkansas, där han också spelade en av huvudrollerna tillsammans med Liam Hemsworth, Vince Vaughn och John Malkovich.
Duke studerade film vid Loyola Marymount University, där han tillsammans med sin vän Michael Cera skapade den humoristiska webbserien Clark and Michael, där de spelade fiktiva versioner av sig själva.

## Filmografi (i urval)

### Filmer
| År   | Titel                      | Roll                | Noter                                        |
| ---- | -------------------------- | ------------------- | -------------------------------------------- |
| 2007 | Supersugen                 | Partytonåring       |                                              |
| 2008 | Sex Drive                  | Lance Johnson       |                                              |
| 2010 | Kick-Ass                   | Marty               |                                              |
| 2010 | Hot Tub Time Machine       | Jacob               |                                              |
| 2012 | A Thousand Words           | Aaron Wiseberger    |                                              |
| 2013 | Identity Thief             | Everett             |                                              |
| 2013 | Croodarna                  | Klump (Thunk, röst) |                                              |
| 2013 | Kick-Ass 2                 | Marty/Krigskille    |                                              |
| 2013 | A.C.O.D.                   | Trey                |                                              |
| 2014 | A Merry Friggin' Christmas | Nelson              |                                              |
| 2015 | Hot Tub Time Machine 2     | Jacob               |                                              |
| 2016 | Bad Moms                   | Dale Kipler         |                                              |
| 2020 | Arkansas                   | Swin Horn           | Även manusförfattare, regissör och producent |
| 2020 | Croodarna 2: En ny tid     | Klump (Thunk, röst) |                                              |

### TV-serier
| År        | Titel                          | Roll                            | Noter                                      |
| --------- | ------------------------------ | ------------------------------- | ------------------------------------------ |
| 2004      | CSI: Crime Scene Investigation | Brödraskapsstudent #1           | Avsnittet "What's Eating Gilbert Grissom?" |
| 2006      | Clark and Michael              | Clark (sig själv)               | Även producent                             |
| 2007–2011 | Greek                          | Dale Kettlewell                 | Huvudroll                                  |
| 2008–2020 | Robot Chicken                  | Olika karaktärer (röster)       | 7 avsnitt                                  |
| 2010      | WWE Raw                        | Gästvärd                        |                                            |
| 2010      | Childrens Hospital             | Kapten Stern                    | Avsnittet "Joke Overload"                  |
| 2012      | New Girl                       | Cliff                           | Avsnittet "Valentine's Day"                |
| 2012–2013 | The Office                     | Clark Green                     | Huvudroll (säsong 9); 20 avsnitt           |
| 2014      | 2 1/2 män                      | Barry Foster                    | 8 avsnitt                                  |
| 2015      | Mom                            | Jackie Biletnikoff              | 2 avsnitt                                  |
| 2015      | Äventyrsdags                   | Justin Rockcandy/Jawbreaker Guy | Avsnittet "The Diary"                      |
| 2016      | Workaholics                    | Trilly Zane                     | Avsnittet "Going Viral"                    |
| 2017      | Room 104                       | Jarod                           | Avsnittet "Pizza Boy"                      |
| 2017–2018 | I'm Dying Up Here              | Ron Shack                       | Huvudroll                                  |
| 2019      | Veronica Mars                  | Don                             | 6 avsnitt                                  |
| 2021–2022 | Inside Job                     | Brett Hand                      | Huvudroll                                  |
| 2023      | Young Rock                     | Brian Gewirtz                   | Avsnittet "Going Heavy"                    |

### Musikvideo
| År   | Låt                | Artist        | Noter          |
| ---- | ------------------ | ------------- | -------------- |
| 2010 | Erase Me           | Kid Cudi      | med Kanye West |
| 2010 | Answer to Yourself | The Soft Pack |                |